# Record sauditi di atletica leggera
I record sauditi di atletica leggera rappresentano le migliori prestazioni di atletica leggera stabilite dagli atleti di nazionalità saudita e ratificate dalla Saudi Arabian Athletics Federation.

## Outdoor

### Maschili
| Specialità             | Prestazione | Atleta | Data                | Evento                                 | Luogo                          | Note  |
| ---------------------- | --- | --- | ------------------- | -------------------------------------- | ------------------------------ | ----- |
| 100 m                  | 10.04 (+1.9 m/s) | Abdullah Abkar Mohammed                                                                                           | 15 aprile 2016      | Mt. SAC Relays                         | Norwalk, Stati Uniti d'America | [ 1 ] |
| 200 m                  | 20.42 (+1.4 m/s) | Salem Mubarak Al-Yami                                                                                             | 29 marzo 2002       |                                        | Qatif, Arabia Saudita          |       |
| 300 m                  | 32.76 | Hamdan Odha Al-Bishi                                                                                              | 27 agosto 2002      |                                        | Göteborg, Svezia               |       |
| 400 m                  | 43.93 | Yousef Ahmed Masrahi                                                                                              | 23 agosto 2015      | Campionati del Mondo                   | Pechino, Cina                  | [ 2 ] |
| 800 m                  | 1:43.66 | Mohammed Al-Salhi                                                                                                 | 8 maggio 2009       | Qatar Athletic Super Grand Prix        | Doha, Qatar                    |       |
| 1500 m                 | 3:31.82 | Mohammed Shaween                                                                                                  | 29 maggio 2011      | Fanny Blankers-Koen Games              | Hengelo, Paesi Bassi           |       |
| Miglio                 | 3:52.00 | Mohammed Shaween                                                                                                  | 9 giugno 2011       | Bislett Games                          | Oslo, Norvegia                 |       |
| 3000 m                 | 7:44.57 | Alyan Sultan Al-Qahtani                                                                                           | 16 agosto 1996      |                                        | Colonia, Germania              |       |
| 5000 m                 | 12:58.58 | Moukheld Al-Outaibi                                                                                               | 23 luglio 2005      | KBC Night of Athletics                 | Heusden-Zolder, Paesi Bassi    |       |
| 10000 m                | 27:31.61 | Moukhled Al-Outaibi                                                                                               | 9 June 2012         |                                        | Radès, Tunisia                 |       |
| 10 km (strada)         | 29:20.7 | Hader Misfer Al-Dosari                                                                                            | luglio 1996         |                                        | Kaiserslautern, Germania       |       |
| Mezza maratona         | 1:02:58 | Abdullah Abdulaziz Aljoud                                                                                         | 29 marzo 2014       | Campionati del mondo di mezza maratona | Copenaghen, Danimarca          | [ 3 ] |
| Maratona               | 2:20:35 | Abdullah Al-Sadiq                                                                                                 | 30 settembre 2001   | Budapest Marathon                      | Budapest, Ungheria             |       |
| 110 m ostacoli         | 13.60 (+0.4 m/s) | Ahmed Khader Almuwallad                                                                                           | 20 dicembre 2011    | Giochi Panarabi                        | Doha, Qatar                    |       |
| 400 m ostacoli         | 47.53 | Hadi Soua'an Al-Somaily                                                                                           | 27 settembre 2000   | Giochi Olimpici                        | Sydney, Australia              |       |
| 3000 m siepi           | 8:08.14 | Saad Shaddad Al-Asmari                                                                                            | 16 luglio 2002      |                                        | Stoccolma, Svezia              |       |
| Salto in alto          | 2.21 m | Jamal Fakhri Al-Qasim                                                                                             | 8 luglio 2006       |                                        | Lublino, Polonia               |       |
| Salto in alto          | 2.21 m | Hashim Issa Al-Oqabi                                                                                              | 25 luglio 2007      | Campionati asiatici                    | Amman, Giordania               |       |
| Salto in alto          | 2.21 m | Nawaf Ahmad Al-Yami                                                                                               | 15 giugno 2013      |                                        | Salisburgo, Austria            |       |
| Salto con l'asta       | 5.60 m | Hussein Assem Al-Hizam                                                                                            | 8 aprile 2017       |                                        | Tempe, Stati Uniti             |       |
| Salto in lungo         | 8.48 m (+0.6 m/s) | Mohamed Salman Al-Khuwalidi                                                                                       | 2 luglio 2006       |                                        | Sotteville, Francia            |       |
| Salto triplo           | 17.07 m (+0.3 m/s) | Salem Mouled Al-Ahmadi                                                                                            | 15 maggio 1997      |                                        | Riad, Arabia Saudita           |       |
| Getto del peso         | 21.13 m | Sultan Abdulmajeed Al-Hebshi                                                                                      | 8 maggio 2009       | Qatar Athletic Super Grand Prix        | Doha, Qatar                    |       |
| Lancio del disco       | 65.52 m | Sultan Mubarak Al-Dawoodi                                                                                         | 18 giugno 2016      |                                        | Biała Podlaska, Polonia        |       |
| Lancio del martello    | 66.95 m | Mohamed Hussein Al-Debissi                                                                                        | 25 giugno 2016      |                                        | Varsavia, Polonia              |       |
| Lancio del giavellotto | 77.85 m | Ali Jaadani | 14 agosto 1999      |                                        | Irbid, Giordania               |       |
| Decathlon              | 7677 pts | Mohammed Jassim Alquraya                                                                                          | 19–20 dicembre 2011 | Giochi Panarabi                        | Doha, Qatar                    |       |
| Decathlon              | 10.60 (+1.5 m/s) (100 m), 7.12 m (-1.2 m/s) (salto in lungo), 12.67 m (peso), 2.00 m (alto), 49.41 (400 m) / 14.36 (-0.2 m/s) (110 m h), 38.88 m (disco), 4.30 m (asta), 58.30 m (giavellotto), 4:52.19 (1500 m) | |                     |                                        |                                |       |
| 20 km marcia (strada)  | 2:10:24 | Hazam Al-Outeibi                                                                                                  | 6 marzo 1986        |                                        | Doha, Qatar                    |       |
| 50 km marcia (strada)  | | |                     |                                        |                                |       |
| Staffetta 4×100 m      | 38.98 | Arabia Saudita Kalifa Al-Saker Mubarak Ata Mubarak Salem Mubarak Al-Yami Jamal Abdullah Al-Saffar                 | 28 marzo 2002       |                                        | Qatif, Arabia Saudita          |       |
| staffetta 4×400 m      | 3:02.30 | Arabia Saudita Ismail Mohammed H Alsibyani Mohammed Obaid A Alsalhi Hamed Hamdan A Albishi Yousef Ahmed M Masrahi | 26 novembre 2010    | Asian Games                            | Guangzhou, Cina                |       |

### Femminili
| Specialità                                                         | Prestazione      | Atleta           | Data            | Evento                            | Luogo                             | Note |
| ------------------------------------------------------------------ | ---------------- | ---------------- | --------------- | --------------------------------- | --------------------------------- | ---- |
| 100 m                                                              | 14.50 (+0.9 m/s) | Dana Al-Shehri   | 16 maggio 2017  | Giochi della solidarietà islamica | Baku, Azerbaigian                 |      |
| 200 m                                                              |                  |                  |                 |                                   |                                   |      |
| 400 m                                                              |                  |                  |                 |                                   |                                   |      |
| 800 m                                                              | 2:39.41          | Miznah Al-Nassar | 16 maggio 2017  | Giochi della solidarietà islamica | Baku, Azerbaigian                 |      |
| 1500 m                                                             |                  |                  |                 |                                   |                                   |      |
| 3000 m                                                             | 11:27.30         | Sarah Attar      | 16 marzo 2013   |                                   | Northridge, Stati Uniti d'America |      |
| 5000 m                                                             |                  |                  |                 |                                   |                                   |      |
| 10000 m                                                            |                  |                  |                 |                                   |                                   |      |
| Maratona                                                           | 3:11.27          | Sarah Attar      | 11 ottobre 2015 | Maratona di Chicago               | Chicago, Stati Uniti d'America    |      |
| 100 m ostacoli                                                     |                  |                  |                 |                                   |                                   |      |
| 400 m ostacoli                                                     |                  |                  |                 |                                   |                                   |      |
| 3000 m siepi                                                       |                  |                  |                 |                                   |                                   |      |
| Salto in alto                                                      |                  |                  |                 |                                   |                                   |      |
| Salto con l'asta                                                   |                  |                  |                 |                                   |                                   |      |
| Salto in lungo                                                     |                  |                  |                 |                                   |                                   |      |
| Salto triplo                                                       |                  |                  |                 |                                   |                                   |      |
| Getto del peso                                                     |                  |                  |                 |                                   |                                   |      |
| Lancio del disco                                                   |                  |                  |                 |                                   |                                   |      |
| Lancio del martello                                                |                  |                  |                 |                                   |                                   |      |
| Lancio del giavellotto                                             |                  |                  |                 |                                   |                                   |      |
| Heptathlon                                                         |                  |                  |                 |                                   |                                   |      |
| (100 m h), (alto), (peso), (200 m) (lungo), (giavellotto), (800 m) |                  |                  |                 |                                   |                                   |      |
| 20 km di Marcia (strada)                                           |                  |                  |                 |                                   |                                   |      |
| staffetta 4x100 m                                                  |                  |                  |                 |                                   |                                   |      |
| staffetta 4x400 m                                                  |                  |                  |                 |                                   |                                   |      |

## Indoor

### Maschili
| Specialità        | Prestazione                                                                                                 | Atleta                                                                          | Data              | Evento                             | Luogo                               | Note  |
| ----------------- | --- | ------------------------------------------------------------------------------- | ----------------- | ---------------------------------- | ----------------------------------- | ----- |
| 60 m              | 6.56 | Yahya Saeed Al-Kahes                                                            | 30 ottobre 2007   | Asian Indoor Games                 | Macao                               |       |
| 200 m             | 21.64 A | Mohammad Yaseen Al-Hasan                                                        | 14 febbraio 2014  | Don Kirby Collegiate Elite         | Albuquerque, Stati Uniti d'America  | [ 4 ] |
| 400 m             | 46.35 | Mazen Mawtan Al-Yasen                                                           | 19 settembre 2017 | Asian Indoor and Martial Games     | Ashgabat, Turkmenistan              | [ 5 ] |
| 800 m             | 1:52.74 | Ali Saad Al-Daraan                                                              | 31 ottobre 2007   | Asian Indoor Games                 | Macao                               |       |
| 1500 m            | 3:45.12 | Mohammed Shaween                                                                | 9 marzo 2012      | Campionati del mondo               | Istanbul, Turchia                   |       |
| 3000 m            | 7:44.64 | Moukhled Al Outaibi                                                             | 11 febbraio 2006  | Reunión Internacional de Atletismo | Valencia, Spagna                    |       |
| 60 m ostacoli     | 7.66 | Ahmed Al-Muwallad                                                               | 18 settembre 2017 | Asian Indoor and Martial Games     | Ashgabat, Turkmenistan              | [ 5 ] |
| Salto in alto     | 2.15 m | Hashem Issa Al-Oqabi                                                            | 1 novembre 2007   | Asian Indoor Games                 | Macao                               |       |
| Salto in alto     | 2.15 m | Jamal Fakhri Al-Qasim                                                           | 1 novembre 2007   | Asian Indoor Games                 | Macao                               |       |
| Salto con l'asta  | 5.46 m | Hussein Assem Al-Hizam                                                          | 17 febbraio 2017  | Arkansas Qualifier                 | Fayetteville, Stati Uniti d'America |       |
| Salto in lungo    | 8.24 m | Mohamed Salman Al-Khuwalidi                                                     | 16 febbraio 2008  | Campionati asiatici indoor         | Doha, Qatar                         |       |
| Salto triplo      | 16.30 m | Salem Mouled Al-Ahmadi                                                          | 7 marzo 1997      | Campionati del Mondo               | Parigi, Francia                     |       |
| Getto del peso    | 19.39 m | Sultan Abdullah Al-Hebshi                                                       | 2 novembre 2009   | Asian Indoor Games                 | Hanoi, Vietnam                      |       |
| Heptathlon        | 5791 pts | Mohammed Al-Qaree                                                               | 1-2 novembre 2009 | Asian Indoor Games                 | Hanoi, Vietnam                      |       |
| Heptathlon        | 6.84 (60 m), 7.35 m (lungo), 13.25 m (peso), 2.06 m (alto) / 8.17 (60 m h), 4.40 m (asta), 2:52.04 (1000 m) |                                                                                 |                   |                                    |                                     |       |
| Marcia 5000 m     | |                                                                                 |                   |                                    |                                     |       |
| staffetta 4x400 m | 3:10.31 | Arabia Saudita Yousef Masrahi Ismail Al-Sabiani Hamed Al-Bishi Bandar Sharahili | 2 novembre 2009   | Asian Indoor Games                 | Hanoi, Vietnam                      |       |

### Femminili
| Specialità                                 | Prestazione | Atleta              | Data          | Evento              | Luogo                           | Note  |
| ------------------------------------------ | ----------- | ------------------- | ------------- | ------------------- | ------------------------------- | ----- |
| 60 m                                       | 9.48        | Kariman Abuljadayel | 19 marzo 2016 | World Championships | Portland, Stati Uniti d'America | [ 6 ] |
| 200 m                                      |             |                     |               |                     |                                 |       |
| 400 m                                      |             |                     |               |                     |                                 |       |
| 800 m                                      |             |                     |               |                     |                                 |       |
| 1500 m                                     |             |                     |               |                     |                                 |       |
| 3000 m                                     |             |                     |               |                     |                                 |       |
| 60 m ostacoli                              |             |                     |               |                     |                                 |       |
| Salto in alto                              |             |                     |               |                     |                                 |       |
| Salto con l'asta                           |             |                     |               |                     |                                 |       |
|                                            |             |                     |               |                     |                                 |       |
| Salto triplo                               |             |                     |               |                     |                                 |       |
| Getto del peso                             |             |                     |               |                     |                                 |       |
| Pentathlon                                 |             |                     |               |                     |                                 |       |
| (60 m h), (alto), (peso), (lungo), (800 m) |             |                     |               |                     |                                 |       |
| 3000 m Marcia                              |             |                     |               |                     |                                 |       |
| staffetta 4x400 m                          |             |                     |               |                     |                                 |       |